# 2019 у праві
Ця стаття присвячена головним подіям у галузях правотворчості, правосуддя, правозастосування та юриспруденції в 2019 році.

## Події у світі
- 1 січня — одностатеві шлюби легалізовані в Австрії[1].
- 11 січня — парламент Македонії ухвалив конституційні поправки про зміну назви держави на Північну Македонію[2].
- 12 лютого — Македонія офіційно одержала нову назву — Республіка Північна Македонія[3].
- 25 березня — Дональд Трамп підписав прокламацію, згідно з якою спірну територію Голанські висоти США офіційно визнали частиною Ізраїлю[4].

## Міжнародні документи
- 1 лютого— Президент США Дональд Трамп оголосив, що з 2 лютого, США розпочнуть шестимісячний період виходу з Договору про ліквідацію ракет середньої та малої дальності через порушення Росією протягом тривалого часу умов цього договору[5].
- 2 лютого — Президент Російської Федерації Володимир Путін у відповідь на заяву Дональда Трампа повідомив про намір призупинення участі Росії в Договорі про ліквідацію ракет середньої та малої дальності[6].
- 1 лютого — Європейський Союз і Японія підписали Угоду про економічне партнерство, створивши найбільшу у світі зону вільної торгівлі[7].

## Право України

### Події
- 21 квітня — вибори Президента України: у другому турі перемогу отримав Володимир Зеленський із результатом 73 % голосів[8].